# Coffee cabinet
Coffee cabinet là một loại sữa lắc làm từ kem hầu như chỉ được tìm thấy ở bang Rhode Island và vùng đông nam Massachusetts, bao gồm kem cà phê, xi rô cà phê và sữa. Các thành phần đều được trộn trong máy xay sinh tố hoặc máy xay sữa lắc.
Trong số các cửa hiệu bán sữa bơ kem nổi tiếng ở Rhode Island phục vụ loại đồ uống này có Delekta's Pharmacy ở Warren, và Original Vanilla Bean ở South Kingstown. Newport Creamery, một chuỗi nhà hàng gia đình hầu như chỉ có ở Rhode Island, phục vụ biến thể của cabinet làm bằng kem sữa đá với thương hiệu "Awful Awful". Một ly cabinet thường được những nơi khác tại New England gọi là frappe (sữa khuấy có chứa kem).
Tài liệu tham khảo sớm nhất có đề cập đến Coffee Cabinet được xuất bản trong tờ The Spatula vào năm 1903.
Cũng giống như trường hợp downcity, từ nguyên của thuật ngữ này vẫn còn mơ hồ. Một lời giải thích phổ biến nhưng không có cơ sở là người bán hàng ở quầy nước soda hoặc dược sĩ đã giữ xi rô cà phê tại một trong những chiếc tủ gỗ bóng loáng phía sau quầy. Một số người cũng đưa ra giả thuyết rằng cái tên này là biến thể của loại đồ uống được gọi là Royal Cabinet, món kem trứng lần đầu tiên được phổ biến ở Chicago.